# Порозінський Сергій Вікторович
Сергі́́й Ві́кторович Порозі́нський (6 вересня 1985 — 10 лютого 2015) — старшина Збройних сил України. Один із «кіборгів».

## Життєвий шлях
Проживав з батьками та братом у селі Небіж; батько, Віктор Гнатович, офіцер запасу. Закінчивши в Небіжі дев'ятирічку, середню освіту здобув у Володарську-Волинському. Закінчив Житомирський політехнічний університет, спеціальність «гірнича справа». 2007 року пішов служити за контрактом, служив на кордоні, село Копище Олевського району. 2009-го пішов на службу до 95-ї аеромобільної бригади.
Мобілізований 9 березня 2014-го, номер обслуги, 95-та окрема аеромобільна бригада.
10 лютого 2015-го загинув під час вогневого контакту ротно-тактичної групи з терористами біля села Спартак Ясинуватського району, тоді ж полягли солдати Іван Рудницький, Олександр Саєнко, Андрій Ущапівський.
Без Сергія лишилася батьки, дружина, донька Кароліна.
14 лютого в Житомирі на Корбутівці відбулося останнє прощання з Сергієм Порозінським, Миколою Назарчуком, Іваном Рудницьким. 15 лютого похований в Хорошеві з військовими почестями.

## Нагороди
За особисту мужність і героїзм, виявлені у захисті державного суверенітету та територіальної цілісності України, вірність військовій присязі під час російсько-української війни, відзначений — нагороджений орденом «За мужність» III ступеня (посмертно)